# Plan quinquenal
Un plan quinquenal es un proyecto, plan, o idea, que se propone terminar o alcanzar su objetivo en un plazo de 5 años.
Inicialmente utilizado en la URSS desde el período 1928-1932 (primer plan) y hasta el plan 1991 (que fue el número XIII), los planes quinquenales también fueron empleados en otros países en un proceso de socialismo como la República Popular China, donde aún hoy día es aplicado. Por más información detallada, véase: Plan Quinquenal (URSS); Plan Quinquenal (República Popular China).
Pasados los primeros años de la Revolución china, la economía de ese país aún estaba lejos de una colectivización integral. El Estado ejercía una inspección reguladora sobre sus sectores fundamentales. Como se admitía la necesidad de una organización del desarrollo económico mediante la planificación a largo plazo, pronto se pusieron en marcha los planes quinquenales, que constituyeron la piedra angular de la política económica de ese entonces.
El uso de planes quinquenales, bajo diferentes formas, también se extendió por otros países de las llamadas «democracias populares» con economía planificada, y también por ejemplo en Francia, donde fue aplicado hasta el año 2005 vía la Comisión General del Plan (CGP). También usaron planes quinquenales países como Canadá, Marruecos, Argentina, El Salvador,y Corea del Sur. Obviamente, los planes quinquenales en los países occidentales, ponen mucho más el acento en las estrategias de política económica, que en la asignación valorada de recursos. México aplicó el llamado «Plan Sexenal», basado en esta misma política.